# Rotunda svatého Petra a Pavla (Starý Plzenec)
Rotunda svatého Petra a Pavla ve Starém Plzenci je jednou z nejstarších dochovaných církevních památek v České republice. Společně s areálem hradiště Hůrka je od roku 1978 chráněna jako národní kulturní památka České republiky.

## Historie
Rotunda byla postavena v západním předhradí raně středověkého hradiště poprvé zmiňovaného v roce 976, které bylo hlavním opěrným bodem českých knížat v západních Čechách a až do konce 13. století neslo název Plzeň. Období výstavby rotundy bývá obvykle kladeno na konec 10. století, ale novější výzkumy ukazují, že mohla být postavena později (12. století). Po přenesení centra z hradiště do nové Plzně ztratila lokalita význam a stavba začala časem chátrat, až se dokonce v 15. století zřítila. V následujícím století byla sice obnovena, ale opravdové rekonstrukce se dočkala až ve 20. století. Uvnitř rotundy jsou vystaveny kopie archeologických nálezů.

## Stavební podoba
Rotundu tvoří válcová loď s plochým stropem, ke které je připojena apsida zaklenutá konchou.

## Galerie

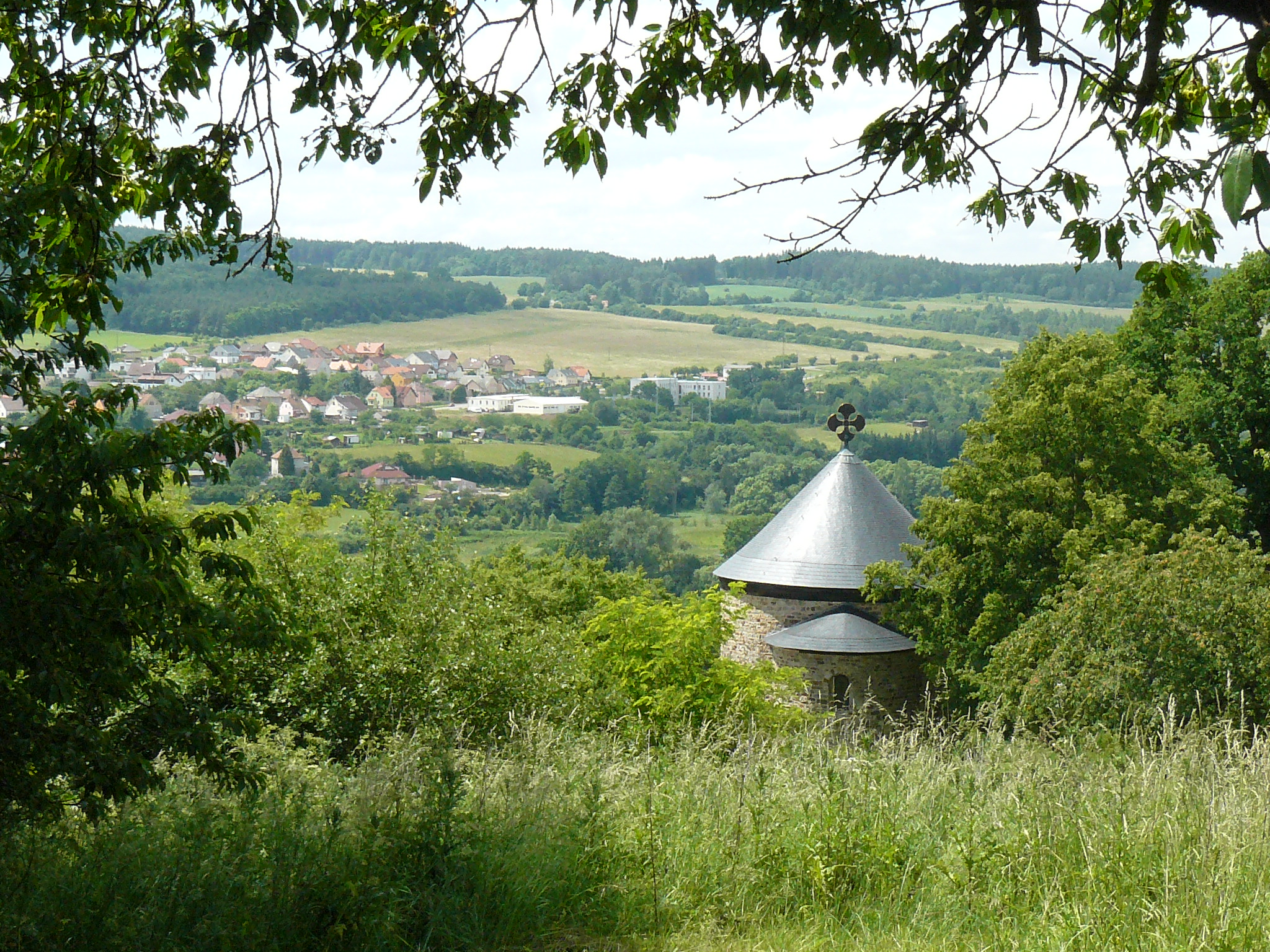
Rotunda nad Starým Plzencem
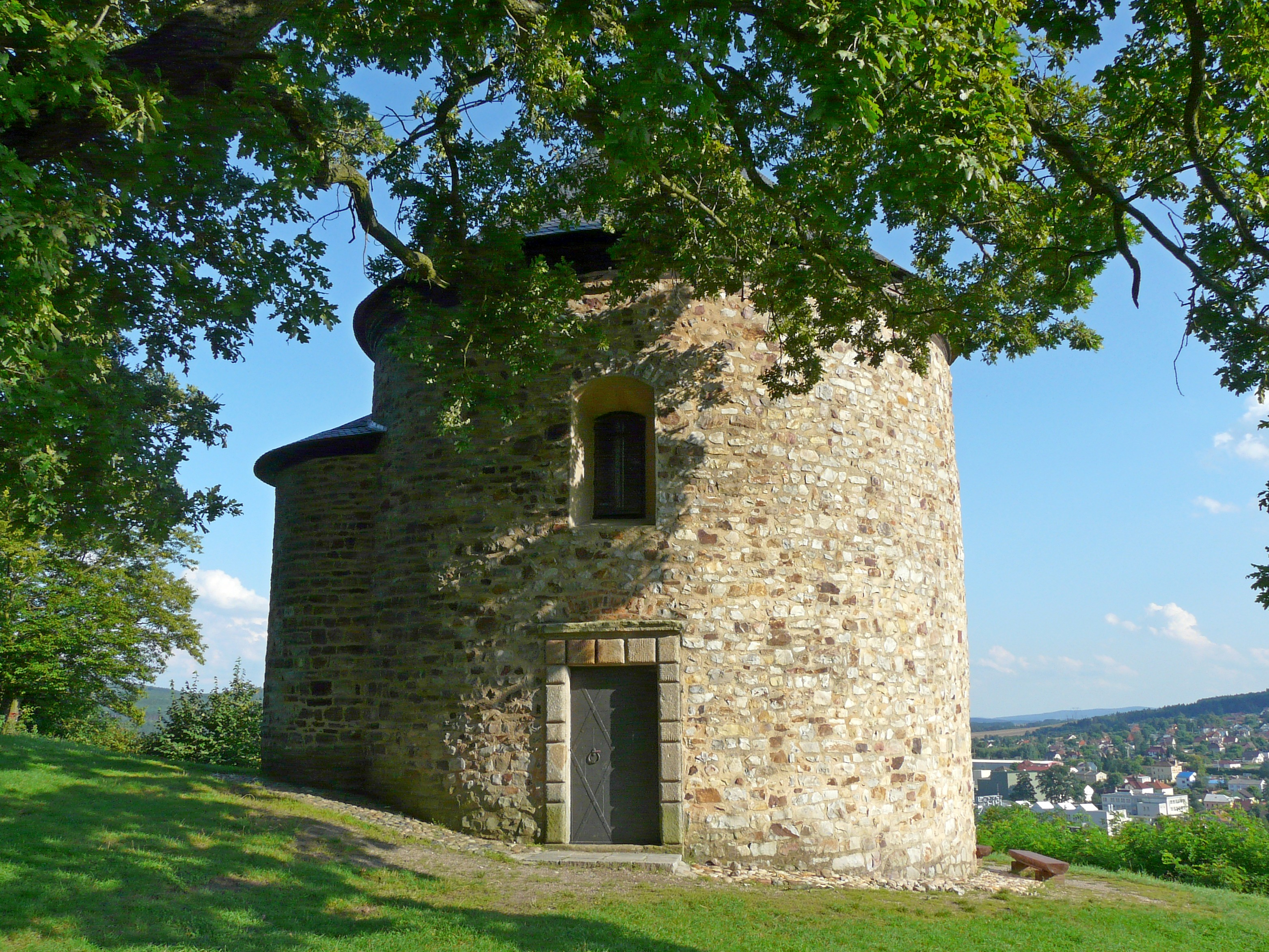
Vchod
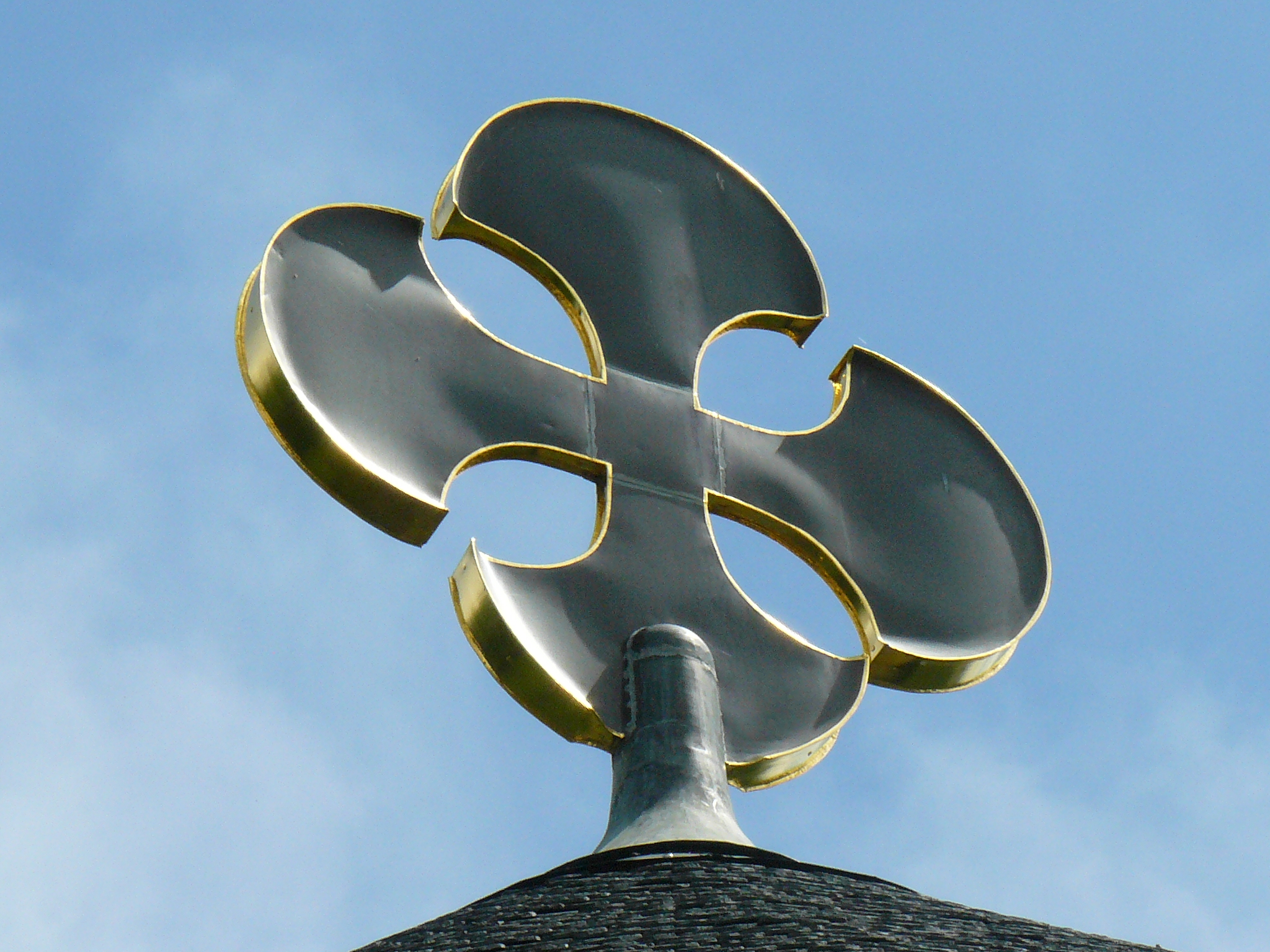
Kříž na vrcholu střechy